# Dodge Stealth
Dodge Stealth – samochód sportowy klasy średniej produkowany pod amerykańską marką Dodge 1990 – 1996.

## Historia i opis modelu

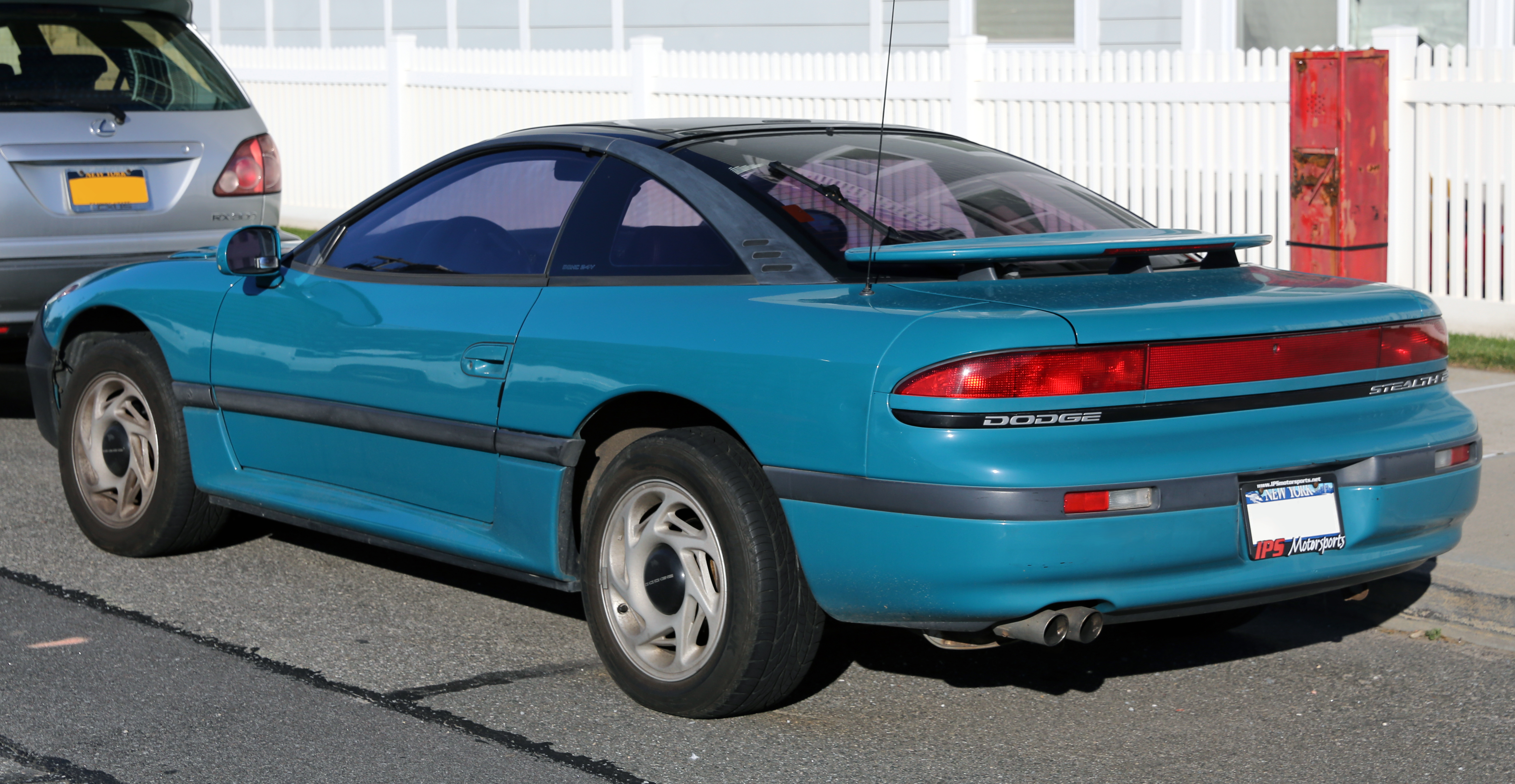
Dodge Stealth - tył

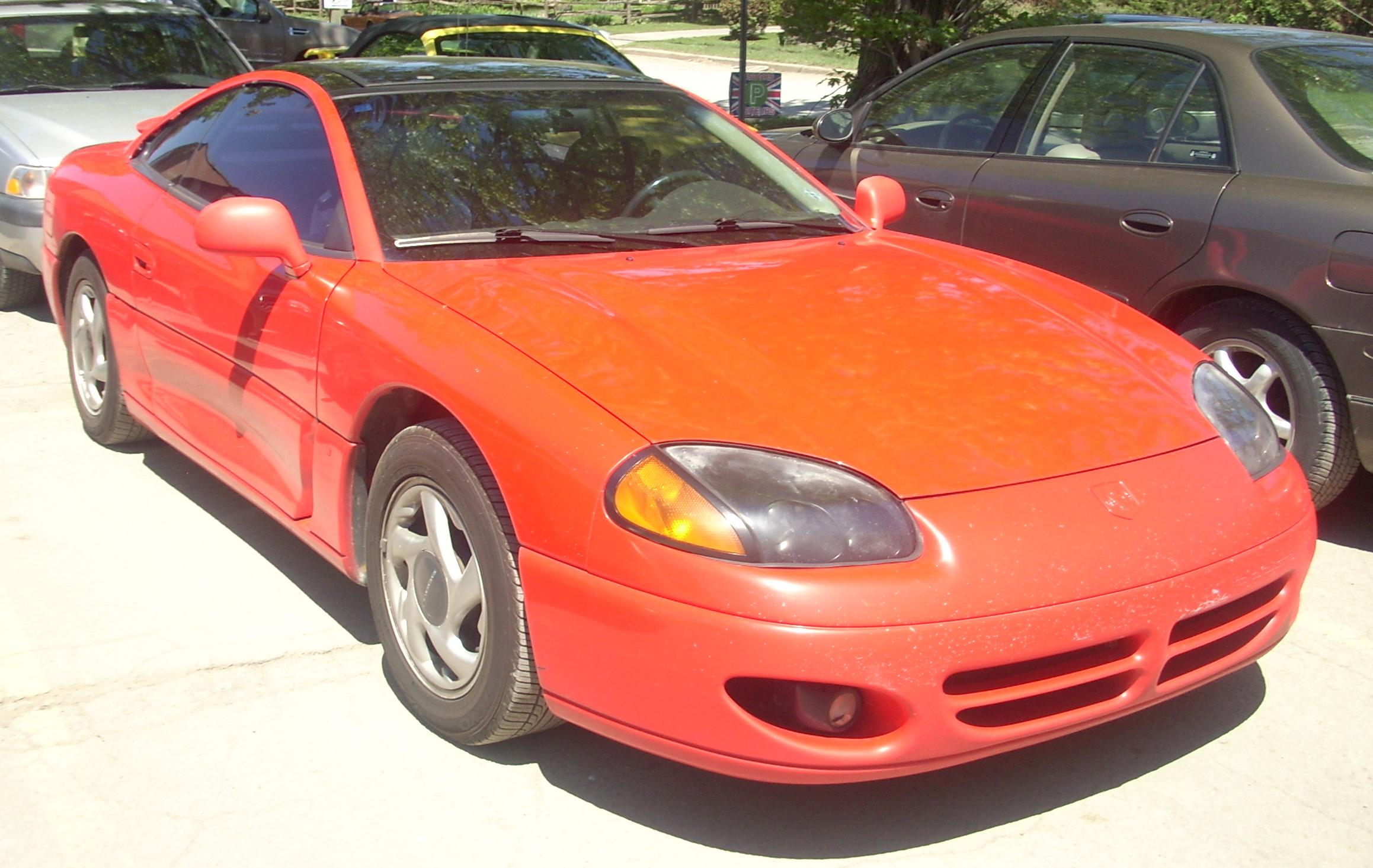
Dodge Stealth po liftingu

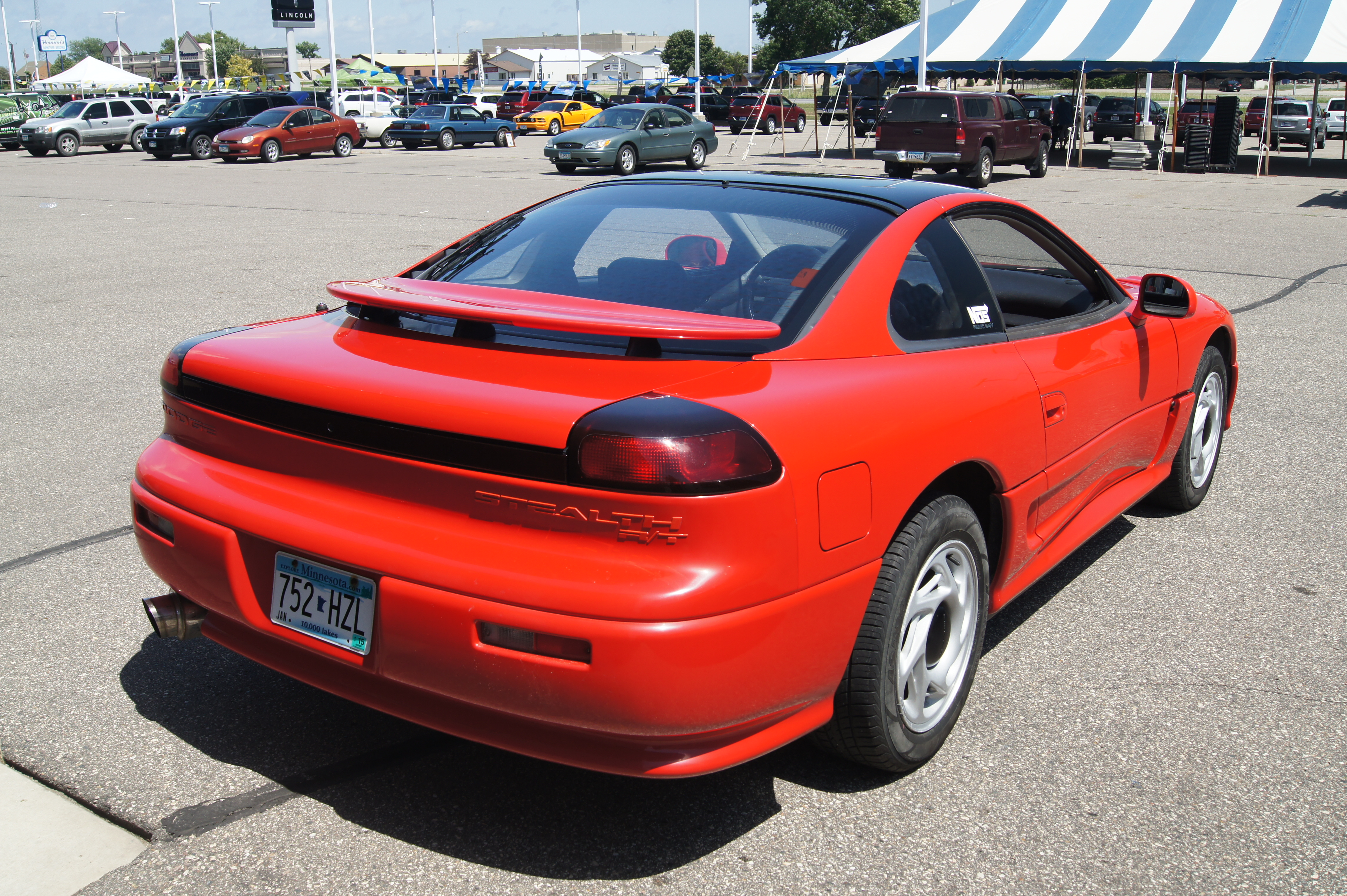
Dodge Stealth - tył po liftingu

W ramach zakrojonej na szeroką skalę współpracy koncernu Chrysler z Mitsubishi, w 1990 roku przedstawiono wspólnie opracowane sportowe modele Mitsubishi 3000GT i Dodge Stealth. Japoński model był przeznaczoną na północnoamerykański rynek odmianą lokalnie znanego modelu GTO, z kolei Dodge powstał wyłącznie z myślą o rynku Stanów Zjednoczonych i Kanady. Samochody były ściśle powiązane technicznie, jednak Dodge zdecydował się na autonomię przy niektórych jednostkach napędowych i wyglądzie. Stealth zyskał inaczej stylizowany pas przedni, dostosowany do ówczesnego języka stylistycznego marki. Z kolei tylna część nadwozia zyskała charakterystyczne, podłużne lampy i bardziej zaokrąglone błotniki. 

### Lifting
W 1994 roku sportowe modele Mitsubishi i Dodge'a przeszły gruntowną modernizację. W jej ramach Stealth zyskał zupełnie nowy wygląd zarówno przedniego, jak i tylnego pasa. Pojawiły się zaokrąglone reflektory, charakterystyczny przedni wlot powietrza z motywem krzyża i inaczej stylizowane tylne lampy. Dwa lata później, w 1996 roku zakończono produkcję.

### Silniki
| Nazwa modelu                 | Silnik                 | Moc maks.                          | Maks. moment obrotowy     |
| ---------------------------- | ---------------------- | ---------------------------------- | ------------------------- |
| Dodge Stealth                | SOHC 12v V6            | 119 kW (161 KM) przy 5500 obr./min | 250 Nm przy 4000 obr./min |
| Dodge Stealth ES i R/T       | DOHC 24v V6            | 163 kW (222 KM) przy 6000 obr./min | 272 Nm przy 4500 obr./min |
| Dodge Stealth R/T twin-turbo | DOHC 24v V6 twin turbo | 221 kW (300 KM) przy 6000 obr./min | 415 Nm przy 2500 obr./min |

### Silniki (FL)
| Nazwa modelu                 | Silnik                 | Moc maks.                          | Maks. moment obrotowy     |
| ---------------------------- | ---------------------- | ---------------------------------- | ------------------------- |
| Dodge Stealth                | SOHC 12v V6            | 119 kW (161 KM) przy 5500 obr./min | 250 Nm przy 4000 obr./min |
| Dodge Stealth R/T            | DOHC 24v V6            | 165 kW (225 KM) przy 6000 obr./min | 277 Nm przy 4500 obr./min |
| Dodge Stealth R/T twin-turbo | DOHC 24v V6 twin turbo | 239 kW (320 KM) przy 6000 obr./min | 427 Nm przy 2500 obr./min |